# Кружковцы
Кружковцы (укр. Кружківці) — село в Новоушицком районе Хмельницкой области Украины.
Население по переписи 2001 года составляло 154 человека. Почтовый индекс — 32621. Телефонный код — 3847. Занимает площадь 1,064 км². Код КОАТУУ — 6823387003.

## Местный совет
32620, Хмельницкая обл., Новоушицкий р-н, с. Отроков